# Ministerium für Elektrotechnik und Elektronik

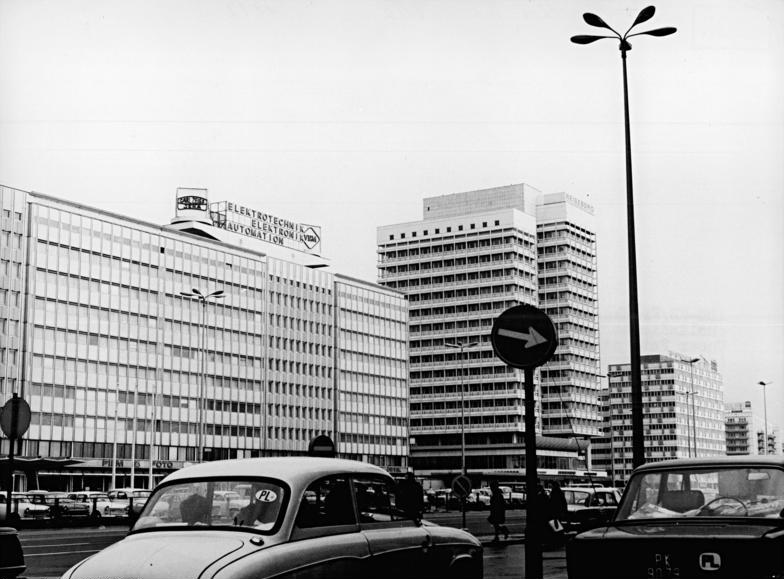
Ministerium für Elektrotechnik und Elektronik im Haus der Elektroindustrie (linkes Gebäude), 1972

Das Ministerium für Elektrotechnik und Elektronik war ein Zentrales Organ des Ministerrats zur Anleitung und Kontrolle bei der Planung der elektrotechnischen und elektronischen Industrie der DDR von 1966 bis 1990.

## Geschichte
Die Gründung erfolgte, nachdem die DDR 1965 der „Kommission für die Zusammenarbeit sozialistischer Akademien zu wissenschaftlichen Fragen der Rechentechnik“ (КНВВТ, Комиссия Научные Вопросы Вычислительной Техники) beigetreten war, die im Ostblock 1962 nach dem Vorbild der International Federation for Information Processing begründet wurde. Rechtsvorgänger des Ministeriums für Elektrotechnik und Elektronik war die Abteilung Elektrotechnik, Elektronik und wissenschaftlicher Gerätebau des Volkswirtschaftsrates.
Das Ministerium wurde am 1. Februar 1966 mit Ministerratsbeschluss vom 22. Dezember 1965 und Erlass des Staatsrates über Weiterentwicklung und Vereinfachung der staatlichen Führungstätigkeit in der 2. Etappe des Neuen ökonomischen Systems der Planung und Leitung vom 14. Januar 1966 gegründet. Der Sitz des Ministeriums war im Haus der Elektroindustrie am Alexanderplatz 6 in Berlin.

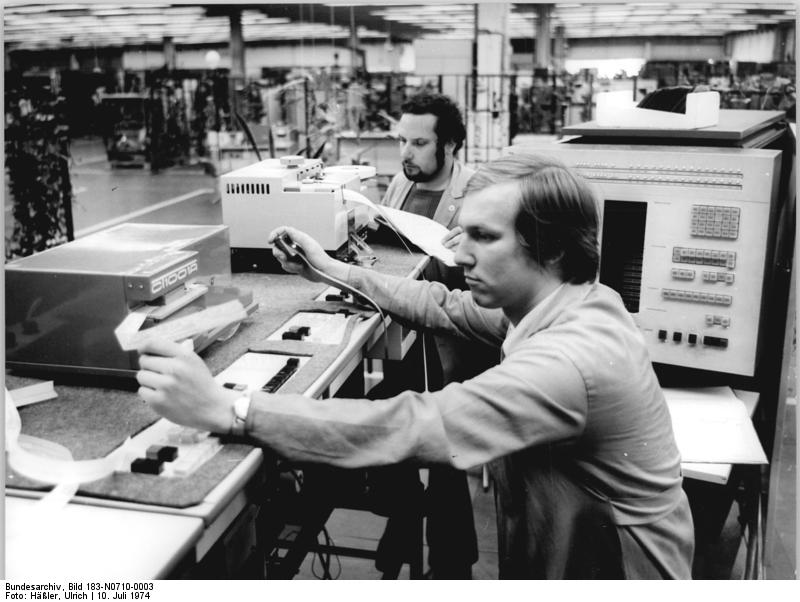
Montage des Großrechners R-40 im VEB Robotron Elektronik Dresden (1974)

Zum Industriebereich des Ministeriums gehörten folgende Bereiche:
- der Starkstrom-, BMSR- und Nachrichtenanlagenbau,
- die Hoch- und Niederspannungsindustrie,
- die Kabelindustrie,
- die technische Keramik,
- der Elektromaschinenbau,
- die Datenverarbeitungsanlagen- und Büromaschinenindustrie,
- die elektronische Bauelementeindustrie,
- die elektronische Nachrichtengeräte- und Meßgeräteindustrie,
- die Foto-, Kino- und optische Industrie,
- der wissenschaftliche Gerätebau,
- die elektrotechnische und elektronische Konsumgüterindustrie

Zum 1. Januar 1990 wurde das Ministerium für Elektrotechnik und Elektronik aufgelöst. Rechtsnachfolger wurde das neugebildete Ministerium für Maschinenbau, in dem auch die Ministerien für Schwermaschinen- und Anlagenbau, Werkzeug- und Verarbeitungsmaschinenbau sowie Allgemeinen Maschinen-, Landmaschinen- und Fahrzeugbau aufgingen.

## Unterstellte Betriebe
Dem Ministerium für Elektrotechnik und Elektronik unterstanden folgende zentralgeleitete Kombinate (Stand 1981):
| Betrieb                                                          | Sitz            | Gründung | Beschäftigte | Anmerkungen                                                                              |
| ---------------------------------------------------------------- | --------------- | -------- | ------------ | ---------------------------------------------------------------------------------------- |
| VEB Kombinat Automatisierungsanlagenbau                          | Berlin          | 1979     | 28.000       | 10 VEB im Kombinat.                                                                      |
| VEB Kombinat Carl Zeiss Jena                                     | Jena            | 1948     | 46.000       | 17 VEB im Kombinat.                                                                      |
| VEB Kombinat Elektro-Apparate-Werke „Friedrich Ebert“            | Berlin          | 1979     | 33.000       | 16 VEB im Kombinat.                                                                      |
| VEB Kombinat Elektroenergieanlagenbau                            | Leipzig         | 1979     | 28.000       | Wurde 1985 aufgelöst und fusionierte mit dem Kombinat Automatisierungsanlagenbau Berlin. |
| VEB Kombinat Elektrogerätewerke                                  | Suhl            | 1970     | 11.500       | 8 Produktionsbetriebe im Kombinat.                                                       |
| VEB Kombinat Elektromaschinenbau                                 | Dresden         | 1970     | 26.000       | 15 VEB im Kombinat.                                                                      |
| VEB Kombinat Elektronische Bauelemente                           | Teltow          | 1971     | 24.000       | Fusionierte 1978 mit Kombinat Elektronik Gera.                                           |
| VEB Kombinat Fahrzeugelektrik                                    | Ruhla           | 1978     | 12.000       | 10 VEB im Kombinat.                                                                      |
| VEB Kombinat Kabelwerke Oberspree                                | Berlin          | 1967     | 17.000       | 13 VEB im Kombinat.                                                                      |
| VEB Kombinat Keramische Werke                                    | Hermsdorf/Thür. | 1970     | 23.000       | 22 VEB im Kombinat.                                                                      |
| VEB Kombinat Lokomotivbau Elektrotechnische Werke „Hans Beimler“ | Hennigsdorf     | 1970     | 13.000       | 8 VEB im Kombinat.                                                                       |
| VEB Kombinat Mikroelektronik                                     | Erfurt          | 1978     | 52.000       | 22 VEB im Kombinat.                                                                      |
| VEB Kombinat Nachrichtenelektronik                               | Leipzig         | 1979     | 38.000       | 20 VEB im Kombinat.                                                                      |
| VEB Kombinat Narva „Rosa Luxemburg“                              | Berlin          | 1969     | 15.000       | Fusionierte 1978 mit Kombinat Leuchtenbau.                                               |
| VEB Kombinat Pentacon                                            | Dresden         | 1979     | 10.000       | 6 VEB im Kombinat. Pentacon wurde 1985 dem Kombinat Carl Zeiss Jena angegliedert.        |
| VEB Kombinat Robotron                                            | Dresden         | 1978     | 70.000       | 21 VEB im Kombinat, eines der größten Kombinate der DDR.                                 |
| VEB Kombinat Rundfunk- und Fernsehtechnik (RFT)                  | Staßfurt        | 1979     | 20.000       | 17 Produktionsbetriebe im Kombinat.                                                      |

Das Kombinat Fernmeldebau der Deutschen Post mit etwa 13.500 Beschäftigten gehörte nicht zum Bereich des Ministeriums, sondern zum Ministerium für Post- und Fernmeldewesen.
Im durch das Ministerium für Elektrotechnik und Elektronik verantworteten Industriebereich wurde 1982 knapp 9 % der gesamten industriellen Warenproduktion in der DDR erzeugt, dort waren 443.000 Personen beschäftigt.
Mit anderer Datenbasis (meist Stichtag 30. Juni 1990) sind die Betriebe in dieser Tabelle auch in der Liste von Kombinaten der DDR enthalten.

## Minister und Stellvertreter
Minister
- 1966–1982: Otfried Steger
- 1982–1990: Felix Meier

Stellvertretende Minister
- 1965: Karl Nendel, danach Staatssekretär
- 1966–1971: Günther Kleiber
- 1966–1969: Gerhard Merkel
- 1966–1973: Helmut Weihrauch
- 1984–1987: Uwe Boegelsack